# 東京都第17区
東京都第17区（とうきょうとだい17く）は、日本の衆議院議員総選挙における選挙区。1994年（平成6年）の公職選挙法改正で設置。

## 区域

### 現在の区域
2022年（令和4年）公職選挙法改正以降の区域は以下のとおりである。江戸川区の部分は14区に移行し、葛飾区単独で構成される選挙区となった。東京23区で単一の特別区で構成される選挙区は他に東京15区（江東区）がある。
- 葛飾区

### 2017年から2022年までの区域
2017年（平成29年）公職選挙法改正から2022年の小選挙区改定までの区域は以下のとおりである。上一色・本一色・興宮町は16区であったが、2017年の区割変更に17区に移行した。
- 葛飾区
- 江戸川区の一部（16区に該当しない地区）
  - 本庁管内の上一色1〜3丁目、本一色1〜3丁目、興宮町
  - 小岩事務所管内
    - 北小岩1〜8丁目、東小岩1〜6丁目、西小岩1〜5丁目、南小岩1〜8丁目

### 2013年から2017年までの区域
2013年（平成25年）公職選挙法改正から2017年の小選挙区改定までの区域は以下のとおりである。16区であった上一色3丁目は2013年の区割変更に17区に移行した。
- 葛飾区
- 江戸川区[6]
  - 本庁管内の上一色3丁目
  - 小岩事務所管内

### 2013年以前の区域
1994年（平成6年）公職選挙法改正から2013年の小選挙区改定までの区域は以下のとおりである。
- 葛飾区
- 江戸川区
  - 小岩事務所管内[6]

## 歴史
- 第41回衆議院議員総選挙（1996年）〜第50回衆議院議員総選挙（2024年）
  - 一貫して平沢勝栄（第50回は裏金問題の影響で自民党非公認による無所属で出馬）が連続当選している。
  - 当選挙区は鳩山由紀夫内閣発足後に公明党代表に就任する山口那津男も地盤としていたが、山口は新進党時代の第41回総選挙、公明党復活後の第42回総選挙で平沢に敗れ、参議院に鞍替えした。これらの経緯もあり、自公連立政権発足後も平沢は東京都内で唯一公明党からの推薦を受けていない。
  - 第45回総選挙では自民党に対し大逆風が吹き荒れたものの、平沢が民主党の早川久美子に3万票の差をつけ勝利した。なお早川は比例復活を果たしているが、これはやはり自民党に逆風が吹いた第50回執行前までは当選挙区で比例復活者を出した唯一の例であった。

## 選出議員
| 選挙名                 | 年     | 当選者   | 党派       |
| ---------------------- | ------ | -------- | ---------- |
| 第41回衆議院議員総選挙 | 1996年 | 平沢勝栄 | 自由民主党 |
| 第42回衆議院議員総選挙 | 2000年 | 平沢勝栄 | 自由民主党 |
| 第43回衆議院議員総選挙 | 2003年 | 平沢勝栄 | 自由民主党 |
| 第44回衆議院議員総選挙 | 2005年 | 平沢勝栄 | 自由民主党 |
| 第45回衆議院議員総選挙 | 2009年 | 平沢勝栄 | 自由民主党 |
| 第46回衆議院議員総選挙 | 2012年 | 平沢勝栄 | 自由民主党 |
| 第47回衆議院議員総選挙 | 2014年 | 平沢勝栄 | 自由民主党 |
| 第48回衆議院議員総選挙 | 2017年 | 平沢勝栄 | 自由民主党 |
| 第49回衆議院議員総選挙 | 2021年 | 平沢勝栄 | 自由民主党 |
| 第50回衆議院議員総選挙 | 2024年 | 平沢勝栄 | 無所属     |

## 選挙結果
時の内閣：第1次石破内閣 解散日：2024年10月9日 公示日：2024年10月15日
当日有権者数：38万3332人 最終投票率：52.20%（前回比：0.86%） （全国投票率：53.85%（2.08%））
| 当落 | 候補者名 | 年齢 | 所属党派               | 新旧 | 得票数   | 得票率 | 惜敗率 | 推薦・支持 | 重複 |
| ---- | -------- | ---- | ---------------------- | ---- | -------- | ------ | ------ | ---------- | ---- |
| 当   | 平沢勝栄 | 79   | 無所属（自由民主党籍） | 前   | 64,495票 | 34.78% | ――     |            |      |
| 比当 | 円より子 | 77   | 国民民主党             | 新   | 51,975票 | 28.03% | 80.59% |            | ○    |
| 比当 | 猪口幸子 | 68   | 日本維新の会           | 新   | 42,420票 | 22.87% | 65.77% |            | ○    |
|      | 新井杉生 | 65   | 日本共産党             | 新   | 26,564票 | 14.32% | 41.19% |            |      |

時の内閣：第1次岸田内閣 解散日：2021年10月14日 公示日：2021年10月19日
当日有権者数：47万5912人 最終投票率：53.06%（前回比：3.02%） （全国投票率：55.93%（2.25%））
| 当落 | 候補者名 | 年齢 | 所属党派     | 新旧 | 得票数    | 得票率 | 惜敗率 | 推薦・支持 | 重複 |
| ---- | -------- | ---- | ------------ | ---- | --------- | ------ | ------ | ---------- | ---- |
| 当   | 平沢勝栄 | 76   | 自由民主党   | 前   | 119,384票 | 50.15% | ――     |            |      |
|      | 猪口幸子 | 65   | 日本維新の会 | 新   | 52,260票  | 21.95% | 43.77% |            | ○    |
|      | 新井杉生 | 62   | 日本共産党   | 新   | 36,309票  | 15.25% | 30.41% |            |      |
|      | 円より子 | 74   | 国民民主党   | 新   | 30,103票  | 12.65% | 25.22% |            | ○    |

- 猪口は前回（第48回）衆院選には希望の党公認で群馬5区から立候補したが落選[8]。

時の内閣：第3次安倍第3次改造内閣 解散日：2017年9月28日 公示日：2017年10月10日
当日有権者数：47万1496人 最終投票率：50.04%（前回比：1.51%） （全国投票率：53.68%（1.02%））
| 当落 | 候補者名 | 年齢 | 所属党派   | 新旧 | 得票数    | 得票率 | 惜敗率 | 推薦・支持 | 重複 |
| ---- | -------- | ---- | ---------- | ---- | --------- | ------ | ------ | ---------- | ---- |
| 当   | 平沢勝栄 | 72   | 自由民主党 | 前   | 127,632票 | 57.95% | ――     |            | ○    |
|      | 西田主税 | 55   | 希望の党   | 新   | 49,485票  | 22.47% | 38.77% |            | ○    |
|      | 新井杉生 | 58   | 日本共産党 | 新   | 43,138票  | 19.59% | 33.80% |            |      |

- 西田は2019年4月の中央区長選挙に出馬するが落選。第49回は日本維新の会公認で福岡県第10区から立候補したが落選。

時の内閣：第2次安倍改造内閣 解散日：2014年11月21日 公示日：2014年12月2日
当日有権者数：44万1780人 最終投票率：51.55%（前回比：7.32%） （全国投票率：52.66%（6.66%））
| 当落 | 候補者名 | 年齢 | 所属党派   | 新旧 | 得票数    | 得票率 | 惜敗率 | 推薦・支持     | 重複 |
| ---- | -------- | ---- | ---------- | ---- | --------- | ------ | ------ | -------------- | ---- |
| 当   | 平沢勝栄 | 69   | 自由民主党 | 前   | 125,351票 | 59.34% | ――     |                | ○    |
|      | 高橋美穂 | 49   | 維新の党   | 前   | 46,156票  | 21.85% | 36.82% | 民主党都連推薦 | ○    |
|      | 新井杉生 | 55   | 日本共産党 | 新   | 39,724票  | 18.81% | 31.69% |                |      |

- 高橋は第46回は北海道第2区から立候補し、比例北海道ブロックで復活当選。第48回は北海道第4区（希望の党公認）、第49回は静岡県第1区（国民民主党公認）から立候補するが落選。

時の内閣：野田第3次改造内閣 解散日：2012年11月16日 公示日：2012年12月4日
当日有権者数：43万9362人 最終投票率：58.87%（前回比：6.35%） （全国投票率：59.32%（9.96%））
| 当落 | 候補者名   | 年齢 | 所属党派     | 新旧 | 得票数    | 得票率 | 惜敗率 | 推薦・支持     | 重複 |
| ---- | ---------- | ---- | ------------ | ---- | --------- | ------ | ------ | -------------- | ---- |
| 当   | 平沢勝栄   | 67   | 自由民主党   | 前   | 131,471票 | 55.12% | ――     |                | ○    |
|      | 小林等     | 39   | 日本維新の会 | 新   | 45,285票  | 18.99% | 34.44% | みんなの党推薦 | ○    |
|      | 早川久美子 | 41   | 民主党       | 前   | 37,592票  | 15.76% | 28.59% | 国民新党推薦   | ○    |
|      | 新井杉生   | 53   | 日本共産党   | 新   | 24,181票  | 10.14% | 18.39% |                |      |

- 小林は2013年の葛飾区議会議員選挙に日本維新の会公認で立候補し当選。

時の内閣：麻生内閣 解散日：2009年7月21日 公示日：2009年8月18日
当日有権者数：43万6866人 最終投票率：65.22%（前回比：1.49%） （全国投票率：69.28%（1.77%））
| 当落 | 候補者名   | 年齢 | 所属党派   | 新旧 | 得票数    | 得票率 | 惜敗率 | 推薦・支持 | 重複 |
| ---- | ---------- | ---- | ---------- | ---- | --------- | ------ | ------ | ---------- | ---- |
| 当   | 平沢勝栄   | 63   | 自由民主党 | 前   | 138,512票 | 51.37% | ――     |            | ○    |
| 比当 | 早川久美子 | 38   | 民主党     | 新   | 106,892票 | 39.64% | 77.17% |            | ○    |
|      | 新井杉生   | 50   | 日本共産党 | 新   | 21,448票  | 7.95%  | 15.48% |            |      |
|      | 深尾一平   | 28   | 幸福実現党 | 新   | 2,787票   | 1.03%  | 2.01%  |            |      |

時の内閣：第2次小泉改造内閣 解散日：2005年8月8日 公示日：2005年8月30日
当日有権者数：43万522人 最終投票率：63.73%（前回比：6.34%） （全国投票率：67.51%（7.65%））
| 当落 | 候補者名   | 年齢 | 所属党派   | 新旧 | 得票数    | 得票率 | 惜敗率 | 推薦・支持 | 重複 |
| ---- | ---------- | ---- | ---------- | ---- | --------- | ------ | ------ | ---------- | ---- |
| 当   | 平沢勝栄   | 60   | 自由民主党 | 前   | 161,324票 | 62.96% | ――     |            | ○    |
|      | 錦織淳     | 60   | 民主党     | 元   | 67,300票  | 26.27% | 41.72% |            | ○    |
|      | 小島佐知子 | 61   | 日本共産党 | 新   | 27,597票  | 10.77% | 17.11% |            |      |

時の内閣：第1次小泉第2次改造内閣 解散日：2003年10月10日 公示日：2003年10月28日
当日有権者数：42万7432人 最終投票率：57.39%（前回比：4.52%） （全国投票率：59.86%（2.63%））
| 当落 | 候補者名 | 年齢 | 所属党派   | 新旧 | 得票数    | 得票率 | 惜敗率 | 推薦・支持 | 重複 |
| ---- | -------- | ---- | ---------- | ---- | --------- | ------ | ------ | ---------- | ---- |
| 当   | 平沢勝栄 | 58   | 自由民主党 | 前   | 142,916票 | 62.00% | ――     |            | ○    |
|      | 錦織淳   | 58   | 民主党     | 元   | 65,269票  | 28.32% | 45.67% |            | ○    |
|      | 菅野勝祐 | 58   | 日本共産党 | 新   | 22,316票  | 9.68%  | 15.61% |            |      |

- 錦織は島根2区からの国替え。

時の内閣：第1次森内閣 解散日：2000年6月2日 公示日：2000年6月13日
当日有権者数：42万1805人 最終投票率：61.91%（前回比：8.35%） （全国投票率：62.49%（2.84%））
| 当落 | 候補者名   | 年齢 | 所属党派   | 新旧 | 得票数   | 得票率 | 惜敗率 | 推薦・支持 | 重複 |
| ---- | ---------- | ---- | ---------- | ---- | -------- | ------ | ------ | ---------- | ---- |
| 当   | 平沢勝栄   | 54   | 自由民主党 | 前   | 95,606票 | 37.61% | ――     |            | ○    |
|      | 山口那津男 | 47   | 公明党     | 元   | 74,633票 | 29.36% | 78.06% |            | ○    |
|      | 米山久美子 | 53   | 無所属     | 新   | 42,882票 | 16.87% | 44.85% |            | ×    |
|      | 三小田准一 | 41   | 日本共産党 | 新   | 41,083票 | 16.16% | 42.97% |            |      |

- 山口は第19回参議院議員通常選挙に立候補し、当選。

時の内閣：第1次橋本内閣 解散日：1996年9月27日 公示日：1996年10月8日 最終投票率：53.56% （全国投票率：59.65%（8.11%））
| 当落 | 候補者名   | 年齢 | 所属党派   | 新旧 | 得票数   | 得票率 | 惜敗率 | 推薦・支持 | 重複 |
| ---- | ---------- | ---- | ---------- | ---- | -------- | ------ | ------ | ---------- | ---- |
| 当   | 平沢勝栄   | 51   | 自由民主党 | 新   | 73,726票 | 34.01% | ――     |            | ○    |
|      | 山口那津男 | 44   | 新進党     | 前   | 63,732票 | 29.40% | 86.44% |            |      |
|      | 杉江彰     | 49   | 日本共産党 | 新   | 34,662票 | 15.99% | 47.01% |            |      |
|      | 米山久美子 | 49   | 民主党     | 新   | 33,667票 | 15.53% | 45.67% |            | ○    |
|      | 関根重信   | 48   | 無所属     | 新   | 9,236票  | 4.26%  | 12.53% |            | ×    |
|      | 品川喜代子 | 39   | 緑の党     | 新   | 1,755票  | 0.81%  | 2.38%  |            |      |